# آندری رازین
آندری الکساندرویچ رازین (روسی: Андре́й Алекса́ндрович Ра́зин؛ زادهٔ ۱۵ سپتامبر ۱۹۶۳) اقتصاددان، موسیقی‌دان، تهیه‌کننده موسیقی و خواننده اهل روسیه (اتحاد جماهیر شوروی سوسیالیستی سابق) است.
وی خوانندهٔ فعلی و تهیه‌کننده موسیقی در گروه لاسکووی مای است.